# Reichstagswahlkreis Regierungsbezirk Kassel 7

Die Wahlkreisaufteilung des Deutschen Reichs.

Der Reichstagswahlkreis Regierungsbezirk Kassel 7 (in der reichsweiten Durchnummerierung auch Reichstagswahlkreis 199; nach den Kreisstädten der beiden größeren Landkreise, die den Wahlkreis bildeten auch Reichstagswahlkreis Fulda-Schlüchtern genannt) war der siebte Reichstagswahlkreis im Regierungsbezirk Kassel der preußischen Provinz Hessen-Nassau für die Reichstagswahlen im Deutschen Reich und im Norddeutschen Bund von 1867 bis 1918.

## Wahlkreiszuschnitt
Er umfasste die ehemaligen kurhessischen Kreise Fulda, Gersfeld und Schlüchtern. Der Wahlkreis war eine Parteihochburg des Zentrums.
| Jahr | Einwohner |
| ---- | --------- |
| 1890 | 99.180    |
| 1895 | 100.254   |
| 1900 | 102.363   |
| 1905 | 109.876   |
| 1910 | 116.291   |

|      | Landwirtschaft | Industrie und Gewerbe | Handel und Dienstleistungen |
| ---- | -------------- | --------------------- | --------------------------- |
| 1895 | 65,5           | 23,5                  | 11,0                        |
| 1907 | 58,2           | 27,6                  | 14,1                        |

|      | Evangelisch | Katholisch |
| ---- | ----------- | ---------- |
| 1890 | 31,8        | 65,8       |
| 1905 | 31,4        | 66,3       |
| 1910 | 30,9        | 67,0       |

## Abgeordnete
| Wahl                                 | Abgeordneter                             | Partei                  | Bild |
| ------------------------------------ | ---------------------------------------- | ----------------------- | ---- |
| Reichstagswahl Februar 1867 bis 1871 | Franz Rang                               | Freie Vereinigung       |      |
| Reichstagswahl 1871 bis 1879         | Franz Herrlein                           | Deutsche Zentrumspartei | 0    |
| Ergänzungswahl 1879 bis 1893         | Clemens Heidenreich Droste zu Vischering | Deutsche Zentrumspartei |      |
| Reichstagswahl 1893 bis 1898         | Richard Müller                           | Deutsche Zentrumspartei |      |
| Reichstagswahl 1898 bis 1903         | Carl Herold                              | Deutsche Zentrumspartei |      |
| Reichstagswahl 1903 bis 1918         | Richard Müller                           | Deutsche Zentrumspartei |      |

## Wahlen

### 1867 (Februar)
Es fanden zwei Wahlgänge statt. Die Zahl der gültigen Stimmen betrug im ersten Wahlgang 12.957.
| Kandidat                      | Partei   | Stimmen | in % | Anmerkungen |
| ----------------------------- | -------- | ------- | ---- | ----------- |
| Franz Rang                    | FV       | 6131    | 0    | 0           |
| Professor Karl August Dietzel | Kons     | 4927    | 0    | 0           |
|                               | Sonstige | 899     | 0    | 0           |

Die Zahl der gültigen Stimmen betrug in der Stichwahl 14.370.
| Kandidat     | Partei | Stimmen | in % | Anmerkungen |
| ------------ | ------ | ------- | ---- | ----------- |
| Franz Rang   | FV     | 8494    | 0    | 0           |
| Prof. Dietze | Kons   | 3876    | 0    | 0           |

### 1867 (August)
Es fand nur ein Wahlgang statt. Die Zahl der abgegebenen Stimmen betrug 7368.
| Kandidat   | Partei | Stimmen | in % | Anmerkungen |
| ---------- | ------ | ------- | ---- | ----------- |
| Franz Rang | NL     | 4696    | 0    | 0           |

### 1871
Es fand nur ein Wahlgang statt. Die Zahl der Wahlberechtigten betrug 20.585. Die Zahl der abgegebenen Stimmen betrug 13.844, 18 Stimmen waren ungültig. Die Wahlbeteiligung belief sich auf 67,3 %.
| Kandidat         | Partei   | Stimmen | in % | Anmerkungen |
| ---------------- | -------- | ------- | ---- | ----------- |
| Franz Herrlein   | Zentrum  | 8707    | 0    | 0           |
| Wilhelm Endemann | NLP      | 5059    | 0    |             |
|                  | V        | 71      | 0    |             |
| 0                | Sonstige | 7       | 0    | 0           |

### 1874
Es fand nur ein Wahlgang statt. Die Zahl der Wahlberechtigten betrug 19.275. Die Zahl der abgegebenen Stimmen betrug 16.327, 244 Stimmen waren ungültig. Die Wahlbeteiligung belief sich auf 86 %.
| Kandidat       | Partei   | Stimmen | in % | Anmerkungen |
| -------------- | -------- | ------- | ---- | ----------- |
| Franz Herrlein | Zentrum  | 10.446  | 0    | 0           |
| Buckhard       | NLP      | 5629    | 0    |             |
| 0              | Sonstige | 252     | 0    | 0           |

### 1877
Es fand nur ein Wahlgang statt. Die Zahl der Wahlberechtigten betrug 19.593. Die Zahl der abgegebenen Stimmen betrug 13.949, 7 Stimmen waren ungültig. Die Wahlbeteiligung belief sich auf 71,2 %.
| Kandidat         | Partei   | Stimmen | in % | Anmerkungen |
| ---------------- | -------- | ------- | ---- | ----------- |
| Franz Herrlein   | Zentrum  | 9614    | 0    | 0           |
| Wilhelm Endemann | NLP      | 3988    | 0    |             |
| Prof. Dr. Hänel  | F        | 228     | 0    |             |
|                  | SPD      | 98      | 0    |             |
| 0                | Sonstige | 21      | 0    | 0           |

### 1878
Es fand nur ein Wahlgang statt. Die Zahl der Wahlberechtigten betrug 19.779. Die Zahl der abgegebenen Stimmen betrug 12.574, 20 Stimmen waren ungültig. Die Wahlbeteiligung belief sich auf 63,7 %.
| Kandidat                  | Partei        | Stimmen | in % | Anmerkungen |
| ------------------------- | ------------- | ------- | ---- | ----------- |
| Franz Herrlein            | Zentrum       | 9454    | 0    | 0           |
| Lasker                    | NLP           | 1847    | 0    |             |
| von Treitschke            | NLP           | 603     | 0    |             |
| Herbert Graf von Bismarck | Kons          | 246     | 0    |             |
| Fürst von Bismarck        | Kons          | 196     | 0    |             |
|                           | SPD           | 51      | 0    |             |
|                           | Partikularist | 28      | 0    |             |
|                           | NLP           | 51      | 0    |             |
| 0                         | Sonstige      | 72      | 0    | 0           |

### Nachwahl 1879
Herrlein legte das Mandat am 10. Januar 1879 nieder. Daher kam es zu einer Nachwahl am 8. März 1879.
Es fand nur ein Wahlgang statt. Die Zahl der abgegebenen Stimmen betrug 11.867. Die Wahlbeteiligung belief sich auf 59,3 %.
| Kandidat                                 | Partei   | Stimmen | in % | Anmerkungen |
| ---------------------------------------- | -------- | ------- | ---- | ----------- |
| Clemens Heidenreich Droste zu Vischering | Zentrum  | 9434    | 0    | 0           |
| von der Tann                             | DRP      | 1900    | 0    |             |
| Gössmann                                 | Zentrum  | 168     | 0    |             |
| von Ehrenberg                            | F        | 158     | 0    |             |
|                                          | NL       | 140     | 0    |             |
| 0                                        | Sonstige |         | 0    | 0           |

### 1881
Es fand nur ein Wahlgang statt. Die Zahl der Wahlberechtigten betrug 19.007. Die Zahl der abgegebenen Stimmen betrug 10.135, 11 Stimmen waren ungültig. Die Wahlbeteiligung belief sich auf 53,4 %.
| Kandidat                                 | Partei   | Stimmen | in % | Anmerkungen |
| ---------------------------------------- | -------- | ------- | ---- | ----------- |
| Clemens Heidenreich Droste zu Vischering | Zentrum  | 8363    | 0    | 0           |
| von der Tann                             | DRP      | 779     | 0    |             |
| Max von Forckenbeck                      | LibV     | 456     | 0    |             |
| Fürst von Bismarck                       | Kons     | 162     | 0    |             |
| Eugen Albert Roth                        | Kons     | 141     | 0    |             |
| Dr. Grau                                 | unbest.  | 148     | 0    |             |
|                                          | Kons     | 28      | 0    |             |
| 0                                        | Sonstige | 38      | 0    | 0           |

### 1884
Es fand nur ein Wahlgang statt. Die Zahl der Wahlberechtigten betrug 18.754. Die Zahl der abgegebenen Stimmen betrug 9339, 17 Stimmen waren ungültig. Die Wahlbeteiligung belief sich auf 49,5 %.
| Kandidat                                 | Partei   | Stimmen | in % | Anmerkungen |
| ---------------------------------------- | -------- | ------- | ---- | ----------- |
| Clemens Heidenreich Droste zu Vischering | Zentrum  | 8338    | 0    | 0           |
|                                          | Kons     | 411     | 0    |             |
|                                          | Kons     | 29      | 0    |             |
|                                          | Kons     | 21      | 0    |             |
|                                          | RP       | 341     | 0    |             |
|                                          | SPD      | 40      | 0    |             |
| 0                                        | Sonstige | 159     | 0    | 0           |

### 1887
Es fand nur ein Wahlgang statt. Die Zahl der Wahlberechtigten betrug 20.226. Die Zahl der abgegebenen Stimmen betrug 17.639, 9 Stimmen waren ungültig. Die Wahlbeteiligung belief sich auf 87,3 %.
| Kandidat                                 | Partei   | Stimmen | in % | Anmerkungen |
| ---------------------------------------- | -------- | ------- | ---- | ----------- |
| Clemens Heidenreich Droste zu Vischering | Zentrum  | 11.400  | 0    | 0           |
|                                          | Kons     | 6130    | 0    |             |
|                                          | SPD      | 99      | 0    |             |
| 0                                        | Sonstige | 10      | 0    | 0           |

### 1890
Für die Reichstagswahl sind keine Absprachen der Parteien bekannt.
Es fand nur ein Wahlgang statt. Die Zahl der Wahlberechtigten betrug 20.021. Die Zahl der abgegebenen Stimmen betrug 14.615, 9 Stimmen waren ungültig. Die Wahlbeteiligung belief sich auf 73,0 %.
| Kandidat                                 | Partei   | Stimmen | in %   | Anmerkungen |
| ---------------------------------------- | -------- | ------- | ------ | ----------- |
| Clemens Heidenreich Droste zu Vischering | Zentrum  | 9904    | 67,8 % | 0           |
| Friedrich von Trott zu Solz              | Kons     | 4019    | 27,5 % |             |
| Wilhelm Pfannkuch                        | SPD      | 600     | 4,1 %  |             |
| 0                                        | Sonstige | 83      | 0,6 %  | 0           |

### 1893
NLP, Konservative und andere Befürworter der Militätvorlage riefen zur Wahl des Zentrum-Sonderkandidaten Thaler auf.
Es fand nur ein Wahlgang statt. Die Zahl der Wahlberechtigten betrug 20.007. Die Zahl der abgegebenen Stimmen betrug 15.985, 9 Stimmen waren ungültig. Die Wahlbeteiligung belief sich auf 79,9 %.
| Kandidat                 | Partei   | Stimmen | in %   | Anmerkungen |
| ------------------------ | -------- | ------- | ------ | ----------- |
| Richard Müller           | Zentrum  | 10550   | 66,0 % | 0           |
| Böckel                   | DR       | 113     | 0,7 %  |             |
| Carl von Thüngen-Roßbach | Kons     | 77      | 0,5 %  |             |
| Wilhelm Pfannkuch        | SPD      | 764     | 4,8 %  |             |
| Carl Thaler              | Zentrum  | 44330   | 28,8 % | 0           |
| 0                        | Sonstige | 39      | 0,2 %  | 0           |

### 1898
Für die Reichstagswahl sind keine Absprachen der Parteien bekannt.
Es fand nur ein Wahlgang statt. Die Zahl der Wahlberechtigten betrug 19.638. Die Zahl der abgegebenen Stimmen betrug 10.091, 14 Stimmen waren ungültig. Die Wahlbeteiligung belief sich auf 51,4 %.
| Kandidat                          | Partei   | Stimmen | in %   | Anmerkungen         |
| --------------------------------- | -------- | ------- | ------ | ------------------- |
| Adolf Stöcker                     | CS       | 42      | 0,4 %  |                     |
| Max Liebermann von Sonnenberg     | DSR      | 144     | 1,4 %  |                     |
| Richard Müller                    | Zentrum  | 61      | 0,6 %  | 0                   |
| Carl Herold                       | Zentrum  | 8907    | 88,4 % | 0                   |
| Karl von Marcard                  | Kons     | 109     | 1,1 %  |                     |
| Eugen Albert Roth                 | Kons     | 73      | 0,7 %  |                     |
| Arthur von der Tann-Rathsamhausen | Kons     | 49      | 0,5 %  |                     |
| Theodor Bartholomai               | NLP      | 111     | 1,1 %  | Arzt                |
| Gustav Hüpeden                    | NS       | 232     | 2,3 %  | Gymnasialoberlehrer |
| Wilhelm Pfannkuch                 | SPD      | 291     | 2,9 %  |                     |
| 0                                 | Sonstige | 58      | 0,6 %  | 0                   |

### 1903
Für die Reichstagswahl sind keine Absprachen der Parteien bekannt.
Es fand nur ein Wahlgang statt. Die Zahl der Wahlberechtigten betrug 21.877. Die Zahl der abgegebenen Stimmen betrug 14.295, 34 Stimmen waren ungültig. Die Wahlbeteiligung belief sich auf 65,3 %.
| Kandidat                      | Partei   | Stimmen | in %   | Anmerkungen      |
| ----------------------------- | -------- | ------- | ------ | ---------------- |
| Johannes Christian Hattendorf | CS       | 2206    | 15,5 % | Pfarrer in Fulda |
| Theodor Vilmar                | Kons     | 297     | 2,1 %  | Amtsgerichtsrat  |
| Wilhelm Pfannkuch             | SPD      | 513     | 3,6 %  |                  |
| Richard Müller                | Zentrum  | 11.199  | 78,5 % | 0                |
| 0                             | Sonstige | 46      | 0,3 %  | 0                |

### 1907
Für die Reichstagswahl einigten sich NLP, RP und Konservative auf den Amtsrichter Hengsberger.
Es fand nur ein Wahlgang statt. Die Zahl der Wahlberechtigten betrug 24.107. Die Zahl der abgegebenen Stimmen betrug 21.929, 44 Stimmen waren ungültig. Die Wahlbeteiligung belief sich auf 91,0 %.
| Kandidat         | Partei   | Stimmen | in %   | Anmerkungen      |
| ---------------- | -------- | ------- | ------ | ---------------- |
| Jean Hengsberger | RP       | 6814    | 31,1 % |                  |
| Romanus Göller   | SPD      | 808     | 3,7 %  | AOK-Angestellter |
| Richard Müller   | Zentrum  | 14.256  | 65,2 % | 0                |
| 0                | Sonstige | 7       | 0,3 %  | 0                |

### 1912
Aufgrund der Dominanz des Zentrums im Wahlkreis riefen Konservative, Christlich Soziale Arbeiter Partei und Deutsch Soziale Partei zur Wahlenthaltung auf. NLP, FVP, BdL und der Hessische Bauernbund riefen zur Wahl des Zentrumskandidaten auf. Die formell als Kandidaten der NLP und der FVP geführten Kandidaten wurden von ihren Parteien nicht unterstützt.
Es fand nur ein Wahlgang statt. Die Zahl der Wahlberechtigten betrug 25.631. Die Zahl der abgegebenen Stimmen betrug 18.136, 130 Stimmen waren ungültig. Die Wahlbeteiligung belief sich auf 70,8 %.
| Kandidat                     | Partei   | Stimmen | in %   | Anmerkungen      |
| ---------------------------- | -------- | ------- | ------ | ---------------- |
| Albert Träger                | FVP      | 302     | 1,7 %  |                  |
| Bäumler                      | NLP      | 814     | 4,5 %  |                  |
| Friedrich Wachhorst de Wente | NLP      | 814     | 4,5 %  |                  |
| Romanus Göller               | SPD      | 1620    | 9,0 %  | AOK-Angestellter |
| Richard Müller               | Zentrum  | 14.728  | 81,8 % | 0                |
| 0                            | Sonstige | 57      | 0,3 %  | 0                |